# اسکلمورلی
اسکلمورلی (به انگلیسی: Skelmorlie) یک روستا در بریتانیا است که در ایرشر شمالی واقع شده‌است.